# Horst Hörnlein
Horst Hörnlein (n. 31 mai 1945, Möhrenbach, Turingia, Germania) este un sănier ce a reprezentat Germania, medaliat olimpic. A participat la 2 ediții ale Jocurilor Olimpice (1968, 1972) în care a câștigat o medalie de aur.